# 北國隊長
北國隊長（日語：キャプテントゥーレ），是日本純種競賽馬匹。生涯活躍於中距離賽事，曾勝出2008年皋月賞並於2009及2010年連霸朝日挑戰盃。

## 出賽前
2005年4月5日出生於北海道千歲市社台牧場，成長途中於一口馬主俱樂部Shadai Race Horse Co. Ltd.進行馬主募集。
其後交由栗東訓練中心練馬師森秀行訓練。

## 競賽生涯

### 2歲
2007年7月8日出戰阪神競馬場2歲新馬戰，由武豐策騎下最終以第八落敗。順帶一提，本場比賽冠軍爲日後的寶塚紀念冠軍熱誠真摯、亞軍爲日後阪神兩歲牝馬錦標及優駿牝馬（日本橡樹大賽）冠軍出類拔萃，第三則爲來年新山紀念冠軍夢之兆，由於本場新馬戰當中有四匹未來的分級賽優勝者，當中三匹更將奪得一級賽優勝，因而被稱謂異常豪華的新馬戰。
7月29日出戰2歲未勝利戰，獲得第一人氣之下發揮相應的實力，成功以1/2馬位優勢奪得首勝。
9月16日短暫放草後出戰公開賽野路菊錦標，比賽初段選擇於最後的位置慢步追走，但進入直路後未能爆發速度，最終以第三落敗。
其後出戰每日盃兩歲錦標，本次比賽選擇於先頭位置展開推進，以穩定的節奏一直保持於第二名。進入直路後保持速度繼續衝刺，最終成功抵擋後上的Take Mikazuchi以1 3/4馬位優勢奪得首個分級賽冠軍。
12月9日出戰朝日盃未來錦標，由於此前的騎師武豐被罰停賽，因而由川田將雅代打策騎。比賽開始後其保持於先頭位置推進，進入直路後爆發速度，可惜仍然未能最上領放的大鷹犬，其後亦被Let's Go Kirishima超越下僅獲得第三。

### 3歲
2008年首戰爲彌生賞，於直路上表現較爲平凡下以第四完賽。
4月20日出戰皋月賞，雖然其於開閘後隨即搶佔最前方的位置，但由於受到天雨影響以採取慢放戰術。於較慢步速下，其成功一路帶領馬群進入直路，於直路上繼續保持速度，最終成功抵擋後上的Take Mikazuchi以爆冷的姿態奪得首個一級賽冠軍，亦爲騎師川田帶來首個一級賽優勝。
完成皋月賞後以東京優駿（日本打吡）爲目標，但於訓練途中步伐異常，最終於醫療團隊檢查後被判定爲左前腳第三趾骨骨折，因而進入長期休養。

### 4歲
2009年8月9日於關谷紀念復出，儘管時隔1年4個月再度出賽，其仍然可以保持良好的實力，以第四名入板的成績完賽。
9月12日出戰朝日挑戰盃，比賽途中採取先行戰術，進入直路後和從後衝出的Break Run Out展開爭奪，最終成功以頸位壓過對方獲得勝利。
然而於11月1日的秋季天皇賞上，其因爲直路上未能保持速度而失速，最終以第十二大敗。
11月22日出戰一哩冠軍賽，比賽初段處於第二名的位置，進入直路後抽出外檔望空，惟衝刺的勢頭不及結伴行、天鷹戰駒及莎貝寶駒三匹賽駒，最終以第四完賽。

### 5歲
2010年以美國賽馬會盃作爲首戰，儘管其於比賽途中一直保持於第三，但進入直路後再度失速沉底，最終以第十一大敗。
4月17日出戰讀賣盃，比賽途中成功進入有利位置，但於直路上的表現不及其他賽駒下僅獲季軍。
6月6日出戰安田紀念，僅落後於帝王加冕及凱旋曲獲得第三人氣。比賽開始後，其緊隨前方領放的榮進快蹄於先頭位置推進，然而進入直路後未能繼續保持速度，最終被衆多賽駒超越下獲得第七。
其後以朝日挑戰盃作爲秋季首戰，比賽途中運用領放戰術成功一方到底，拋離第二的Provinage 2馬位達成連霸。
10月31日出戰秋季天皇賞，比賽初段於第三左右的位置推進，但於直路失速沉底以第十三落敗。

### 6歲
2011年首戰爲中山紀念，於其中敗於比薩勝駒獲得第二。
4月出戰產經大阪盃，比賽初段以極高的步速領放，但亦因如此於第四彎道經已表現出乏力，進入直路後被萬千寵愛等一衆賽駒超越下以第五完賽。
其後出戰金鯱賞，有鑑於在產經大阪盃採用快放戰術導致失利，本次比賽其採用慢放戰術帶領馬群。進入直路後，其仍然可以保持速度堅持領先的優勢，可惜於直路中段無法阻止後方的統治地位爆發速度，最終被對手超越下以3/4馬位差距落敗得第二。
放草過後出戰七夕賞，雖然獲得第一人氣並於比賽途中進佔有利位置，但於直路上失去衝力沉底下以第十二大敗。
完成七夕賞後陣營於10月宣佈安排其退役，亦取消於日本中央競馬會的賽駒註冊。

### 詳細賽績
| 日期       | 舉辦國家 | 馬場 | 距離   | 級別  | 賽事名稱       | 負重 | 騎師     | 馬號 | 出馬 | 名次 | 時間   | 頭馬（二馬）       |
| ---------- | -------- | ---- | ------ | ----- | -------------- | ---- | -------- | ---- | ---- | ---- | ------ | ------------------ |
| 8/7/2007   | 日本     | 阪神 | 草1800 |       | 2歲新馬        | 54   | 武豐     | 14   | 15   | 8    | 1:50.3 | 熱誠真摯           |
| 29/7/2007  | 日本     | 小倉 | 草1800 |       | 2歲未勝利      | 54   | 武豐     | 12   | 15   | 1    | 1:50.4 | （Johnny Barows）  |
| 16/9/2007  | 日本     | 阪神 | 草1800 | OP    | 野路菊錦標     | 54   | 武豐     | 4    | 8    | 3    | 1:47.9 | Osumi Martial      |
| 13/10/2007 | 日本     | 京都 | 草1600 | JpnII | 每日盃兩歲錦標 | 55   | 川田將雅 | 5    | 13   | 1    | 1:35.6 | （Take Mikazuchi） |
| 9/12/2007  | 日本     | 中山 | 草1600 | JpnI  | 朝日盃未來錦標 | 55   | 川田將雅 | 7    | 16   | 3    | 1:33.9 | 大鷹犬             |
| 9/3/2008   | 日本     | 中山 | 草2000 | JpnII | 彌生賞         | 56   | 川田將雅 | 15   | 16   | 4    | 2:02.2 | Meiner Charles     |
| 20/4/2008  | 日本     | 中山 | 草2000 | JpnI  | 皋月賞         | 57   | 川田將雅 | 6    | 18   | 1    | 2:01.7 | （Take Mikazuchi） |
| 9/8/2009   | 日本     | 新潟 | 草1600 | GIII  | 關屋紀念       | 56   | 川田將雅 | 17   | 18   | 4    | 1:33.2 | 笑臉傑克           |
| 12/9/2009  | 日本     | 阪神 | 草2000 | GIII  | 朝日挑戰盃     | 56   | 川田將雅 | 6    | 16   | 1    | 2:00.0 | （Break Run Out）  |
| 1/11/2009  | 日本     | 東京 | 草2000 | GI    | 秋季天皇賞     | 58   | 川田將雅 | 8    | 18   | 12   | 1:58.5 | 結伴行             |
| 22/11/2009 | 日本     | 京都 | 草1600 | GI    | 一哩冠軍賽     | 57   | 川田將雅 | 9    | 18   | 4    | 1:33.4 | 結伴行             |
| 24/1/2009  | 日本     | 中山 | 草2200 | GII   | 美國賽馬會盃   | 58   | 李慕華   | 4    | 13   | 11   | 2:14.5 | 永通達             |
| 17/4/2010  | 日本     | 阪神 | 草1600 | GII   | 讀賣盃         | 58   | 川田將雅 | 12   | 18   | 3    | 1:33.1 | 帝王加冕           |
| 6/6/2010   | 日本     | 東京 | 草1600 | GI    | 安田紀念       | 58   | 橫山典弘 | 8    | 18   | 7    | 1:32.0 | 昭和革新           |
| 11/9/2010  | 日本     | 阪神 | 草2000 | GIII  | 朝日挑戰盃     | 57   | 小牧太   | 6    | 9    | 1    | 1:59.2 | （Provinage）      |
| 31/10/2010 | 日本     | 東京 | 草2000 | GI    | 秋季天皇賞     | 58   | 小牧太   | 16   | 18   | 13   | 2:00.1 | 迷人景致           |
| 27/2/2011  | 日本     | 中山 | 草1800 | GII   | 中山紀念       | 58   | 小牧太   | 3    | 12   | 2    | 1:46.4 | 比薩勝駒           |
| 3/4/2011   | 日本     | 阪神 | 草2000 | GII   | 產經大阪盃     | 58   | 小牧太   | 5    | 15   | 5    | 1:57.9 | 萬千寵愛           |
| 28/5/2011  | 日本     | 京都 | 草2000 | GII   | 金鯱賞         | 58   | 小牧太   | 5    | 16   | 2    | 2:02.5 | 統治地位           |
| 10/7/2011  | 日本     | 中山 | 草2000 | GIII  | 七夕賞         | 58.5 | 小牧太   | 9    | 17   | 12   | 2:01.4 | Italian Red        |

## 退役後
退役後，北國隊長成爲了配種馬，於北海道安平町社台Stallion Station休養，在2012年進行配種。首批子嗣於2013年出生。可於2015年出賽。
2016被轉移至北海道新日高町Lex Stud繼續進行配種，於該年配種季過後由配種馬退役並返回出生地北海道千歲市社台牧場進行養老生活。

## 血統簡介
父系愛麗速子爲日本賽駒，生涯四戰四勝，以無敗姿態勝出2001年皋月賞，但因傷病提早退役配種，因而被人稱謂「幻之三冠馬」。祖父週日寧靜是美國三冠賽雙軍馬，退役後在日本配種，在日本馬壇相當成功，贏得多項分級賽事，其子嗣贏得巨額獎金。
母系空中北國爲日本賽駒，生涯戰績不俗，曾勝出二級賽阪神牝馬錦標及於法國一級賽紀爾斯大賽獲得亞軍。外祖父爲愛爾蘭生產的意大利賽駒東來兵，曾勝出凱旋門大賽，退役後於日本配種，和週日寧靜及百仁時間被一同稱爲改變日本賽馬的三匹種馬。

### 血統表
| 父線：週日寧靜系（Halo系）       |                         |               |                   |
| 種馬 愛麗速子 1998年（栗色）     | 週日寧靜 1986年（棕色） | Halo          | Hail to Reason    |
| 種馬 愛麗速子 1998年（栗色）     | 週日寧靜 1986年（棕色） | Halo          | Cosmah            |
| 種馬 愛麗速子 1998年（栗色）     | 週日寧靜 1986年（棕色） | Wishing Well  | Understanding     |
| 種馬 愛麗速子 1998年（栗色）     | 週日寧靜 1986年（棕色） | Wishing Well  | Mountain Flower   |
| 種馬 愛麗速子 1998年（栗色）     | 愛麗花 1987年（棗色）   | Royal Ski     | Raja Baba         |
| 種馬 愛麗速子 1998年（栗色）     | 愛麗花 1987年（棗色）   | Royal Ski     | Coz Onijinsky     |
| 種馬 愛麗速子 1998年（栗色）     | 愛麗花 1987年（棗色）   | Agens Lady    | Remand            |
| 種馬 愛麗速子 1998年（栗色）     | 愛麗花 1987年（棗色）   | Agens Lady    | Ikoma Eikan       |
| 繁殖雌馬 空中北國 1997年（灰色） | 東來兵 1983年（棗色）   | Kampala       | Kalamoun          |
| 繁殖雌馬 空中北國 1997年（灰色） | 東來兵 1983年（棗色）   | Kampala       | State Pension     |
| 繁殖雌馬 空中北國 1997年（灰色） | 東來兵 1983年（棗色）   | Severn Bridge | Hornbeam          |
| 繁殖雌馬 空中北國 1997年（灰色） | 東來兵 1983年（棗色）   | Severn Bridge | Priddy Fair       |
| 繁殖雌馬 空中北國 1997年（灰色） | 滑雪天堂 1990年（灰色） | 利法爾        | 北地舞人          |
| 繁殖雌馬 空中北國 1997年（灰色） | 滑雪天堂 1990年（灰色） | 利法爾        | Gooded            |
| 繁殖雌馬 空中北國 1997年（灰色） | 滑雪天堂 1990年（灰色） | Ski Goggle    | Royal Ski         |
| 繁殖雌馬 空中北國 1997年（灰色） | 滑雪天堂 1990年（灰色） | Ski Goggle    | Mississippi Siren |
| 雌系：號族：3-l                  |                         |               |                   |
| 五代內近親交配：Royal Ski 3×4    |                         |               |                   |

## 命名由來
名字中，Captain（キャプテン）意思是「隊長」，繼承至外祖母滑雪天堂之半弟Ski Captain的名字，Thule（トゥーレ）出自古希臘神話中位於極北之地许珀耳玻瑞亚中的图勒，繼承至母系空中北國的名字，香港結合兩部分，翻譯為「北國隊長」。

## 外部連結
- 北國隊長 netkeiba.com （页面存档备份，存于）
- 血統表